# Gustav Quedenfeldt
Walther Maximilian Gustav Quedenfeldt (* 26. September 1871 in Essen; † 23. Oktober 1959 in München) war ein deutscher Dramatiker, Librettist, Arrangeur und Theateragent.

## Leben
Gustav Quedenfeldt, evangelischer Konfession, wurde als Sohn des Eisenbahnbaumeisters und späteren Duisburger Stadtbaurats Theodor Quedenfeldt (* 8. Juli 1834 in Karmitten; † 5. Oktober 1906 in Duisburg) und dessen Ehefrau Klara, geborene Thiel, in Essen geboren. Seine Geschwister waren die Malerin Anna Quedenfeldt (1868–1959), der Fotograf Erwin Quedenfeldt (1869–1948) und Kurt Quedenfeldt (1878–1929). Quedenfeldt besuchte zunächst in Magdeburg die Schule und schloss nach dem Umzug der Familie nach Duisburg das dortige Realgymnasium mit dem Reifezeugnis ab. Danach studierte er in Bonn, Berlin, Genf und Marburg neuere Sprachen und wurde dort 1895 mit einer literaturwissenschaftlichen Arbeit über die Legenden des heiligen Sebastian zum Dr. phil. promoviert.
Danach schlug er die Theaterlaufbahn ein. Er trat zunächst als Tenor im Münchener Staatstheater am Gärtnerplatz, in Dresden und in Leipzig auf. 1907 gehörte er dem Ensemble des Stadttheaters Basel als Darsteller an. Im August 1907 zog er nach München, wo er mit einigen Unterbrechungen die längste Zeit seines Lebens bleibt.
Zwischen 1916 bis 1921 betrieb er zusammen mit Hans Foerster die Konzertagentur Triton. Später erwarb er sich hauptsächlich einen Namen als Operettenlibrettist. Während der Zeit des Nationalsozialismus trat er überwiegend als Bearbeiter klassischer Operetten in Erscheinung. Er gliederte sich damit in ein System der nationalsozialistischen Kulturpolitik ein, das Genre der Operette zu „entjuden“ und der vielfachen Beiträge jüdischer Autoren zu entledigen. Um deren Namen verschwinden  lassen zu können, wurden viele Werke von „arischen“ Autoren stark überarbeitet oder mit gänzlich neuen Texten unterlegt. In diesem Zuge wurden auch die Handlungen der Werke oft stark verharmlost sowie politischer und obrigkeitskritischer Inhalte entkleidet. Welche Rolle Quedenfeldt innerhalb dieses Systems spielte ist allerdings nicht systematisch untersucht.
Quedenfeldt heiratete 1901 Amalie Adelheid Reifen, der gemeinsame Sohn Gernot wurde im selben Jahr geboren. Die Ehe wurde 1906 geschieden. 1908 heiratete er die Sängerin Carola Galster.

## Werke
- Die Mysterien des heiligen Sebastian, ihre Quellen und ihr Abhängigkeitsverhältnis (Diss. Marburg) 1895; urn:nbn:de:bvb:12-bsb11667215-9.
- Gedichte eines Unmodernen. 1898.
- Künstlerlieben. Eine Spaziergangserzählung in Versen. 1899.
- Richard Meienreis: Lumpenlies’l (Singspiel, Libretto) 1905.[8]
- Franz Werther (= Franz Wickenhauser): Die Musterweiber (Libretto mit Paul Hubl und Michail Alexandrowitsch Weikone). Dresden 1911.[9][10]
- Michał Józefowicz: Das Boudoirgeheimnis. München 1912.[9]
- Franz Werther: Die wehrpflichtige Braut (Libretto mit Philipp Weichand). München 1914.[9][11]
- Josef Snaga: Der Hutmacher seiner Majestät (Libretto mit Theo Halton). Hannover 1915.[9][12]
- Franz Werther: Das verbotene Lied (Libretto mit Paul Hubl). München 1916; DNB 362411123.[9][13]
- Richard Trunk: Herzdame (Libretto). 1917, DNB 577518550.[9][14]
- Carl Zeller: Der Vogelhändler (Operette, Textbearbeitung mit Walther Brügmann) 1933.
- Arthur Bauckner nach Melodien von Carl Millöcker: Das verwünschte Schloß (Operette, Text mit Walther Brügmann). Leipzig 1934, DNB 579142949.
  - daraus: Arthur Bauckner: Husarenritt (Marsch, Text mit Walther Brügmann) 1934.[15]
- Josef Snaga: Wenn Liebe befiehlt (Libretto mit Julius Werth). 1935.[16]
- Franz von Suppè: Boccaccio (Textbearbeitung; musikalische Bearbeitung: Franz Werther). 1935; DNB 350461309.
- Franz von Suppè: Dichter und Bauer (Textbearbeitung mit Eugen Rex; musikalische Bearbeitung Franz Werther). 1936;  DNB 350461317.
- Johann Strauss (Sohn): Eine Nacht in Venedig (Textbearbeitung mit Eugen Rex, musikalische Fassung von Karl Tutein). München 1936.
- Carl Zeller: Der Obersteiger (Operette, Textbearbeitung mit Walther Brügmann). München 1936; urn:nbn:de:bsz:31-83412.
- Nico Dostal: Extrablätter (Libretto). 1937; DNB 100223168X.[17][18]
- Rudolf Kattnigg: Mädels vom Rhein (Libretto). Bremen 1938; DNB 1003574823.[19] Auch als: Die Mädel von Sankt Goar (Libretto). Bremen 1939.[20]
- Franz von Suppè: Banditenstreiche (Operette, Textbearbeitung) 1940.
- Arno Vetterling: Die Fliegerin (Operette, Text mit Eugen Rex) 1941.
- Johann Strauss (Sohn): Cagliostro in Wien (Textbearbeitung, musikalische Fassung von Karl Tutein). Danzig 1941.[21]
- Carl Millöcker: Der Bettelstudent (Operette, Textbearbeitung mit Richard Bars) 1943; DNB 572735839, DNB 1004414676.
- Carl Zeller: Die Rosl vom Wörthersee (Text mit Carl Wolfgang Zeller; musikalische Bearbeitung von Rudolf Kattnigg und Carl Wolfgang Zeller). 1943/44 (nicht aufgeführt)[22]
- Der andere Esel (Komödie) 1948; DNB 453882463, DNB 1330563018.